# Bárbara de Nicomedia

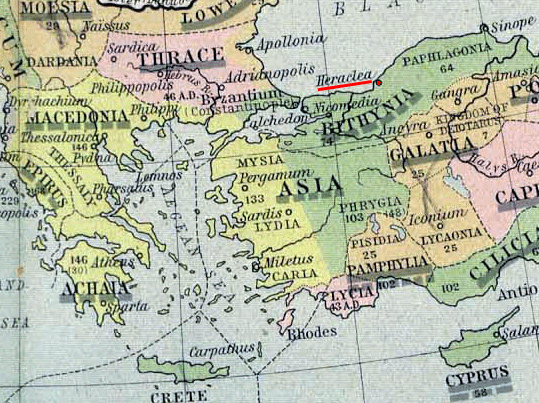
Nicomedia, donde desemboca el golfo de Ástaco (hoy golfo de İzmit), al sur de Heraclea Póntica.
(El punto que se halla a la izquierda de la palabra Nicomedia es la ciudad de Calcedonia.
La ciudad de Santa Bárbara es la que se encuentra bajo la c de Nicomedia).

Bárbara de Nicomedia (en griego antiguo: Ἁγία Βαρβάρα; en latín: Barbara Heliopolitana vel Nicomediensis, Nacida s.III - Muerta s. IV), conocida en la Iglesia Ortodoxa Oriental como la Gran Mártir Bárbara, fue una santa y mártir paleocristiana fenicia, patrona de los mineros y los artilleros y otros que trabajan con explosivos debido a la asociación de su leyenda con los rayos, cuya festividad se celebra por la iglesia católica el 4 de diciembre.

## Hagiografía

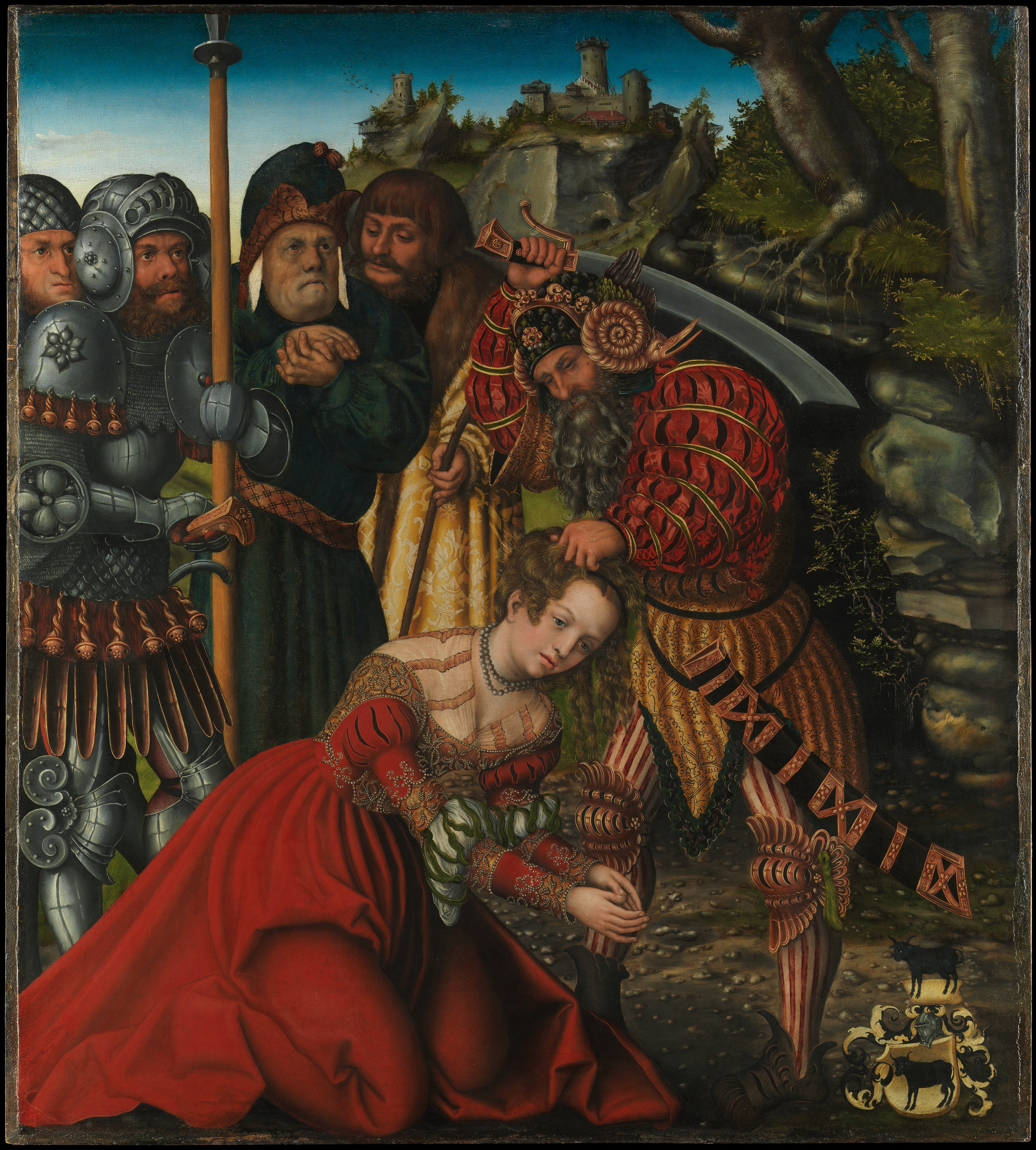
Martirio de Santa Bárbara pintada por Lucas Cranach en 1510.

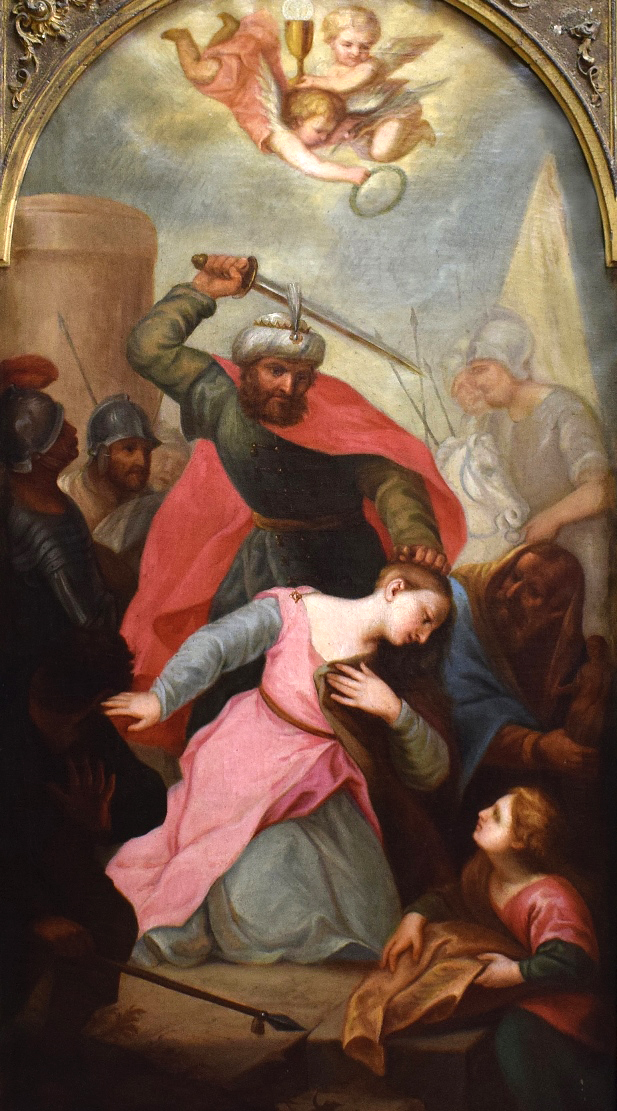
Martirio de Santa Bárbara visitada en la iglesia en 2017.

En cuanto a su lugar de nacimiento alrededor del siglo III, se señalan por lo menos dos lugares de nacimiento distintos. Por un lado, mientras unos afirman que habría nacido en Nicomedia cerca del mar de Mármara actual Turquía, otros indican que nació en Baalbek también conocida como Heliópolis de Fenicia actual Líbano. Era hija de un sátrapa de nombre Dióscoro, quien la encerró en un castillo para evitar que se casara tan joven y para evitar el proselitismo cristiano. Durante su encarcelamiento tenía maestros que le enseñaban poesía y filosofía, entre otros temas. Por esto mismo, y porque su padre estaba ausente, Bárbara se convirtió al cristianismo y mandó un mensaje a Orígenes, considerado un erudito de la Iglesia cristiana, para que fuera a educarla en esta fe. Después de ser bautizada, mandó construir una tercera ventana en su habitación, simbolizando así la Santísima Trinidad. Cuando su padre fue a verla, se declaró cristiana y se opuso al matrimonio que este le proponía, diciendo que elegía a Cristo como su esposo. Entonces su padre se enfadó y quiso matarla en honor a sus dioses paganos. Por eso, Bárbara huyó y se refugió en una peña, milagrosamente abierta para ella, pero pese al milagro, fue capturada.
Su martirio fue el mismo que el de san Vicente: fue atada a un potro, flagelada, desgarrada con rastrillos de hierro, colocada en un lecho de trozos cortantes de cerámica y quemada con hierros candentes. Finalmente, el mismo rey Dióscoro la envió al tribunal, donde el juez dictó la pena capital por decapitación. Su mismo padre fue quien la decapitó en la cima de una montaña, tras lo cual un rayo lo alcanzó, dándole muerte también.
El padre carmelita Claudio de San José narra, en un manuscrito de la Orden Carmelita, que el sepulcro de santa Bárbara fue venerado por fieles que reportaban curaciones milagrosas. Su fama era muy reconocida en el siglo VIII y algunos empezaron a llevarse las reliquias hasta que fueron trasladadas a Constantinopla y después a Venecia.
Su culto fue confirmado por san Pío V en 1568 y se convirtió en uno de los catorce santos auxiliadores del Santoral.
Hay quienes dicen que en realidad sí se casó con un mártir, creencia que tiene mucho peso. Como se tiene certeza que nació un 4 de diciembre, su festividad se celebra en esa fecha. Por relacionarse con las explosiones, es la patrona de los artilleros y de los mineros. Se usa su nombre de santa, "santabárbara" para denominar los polvorines y almacenes de explosivos, particularmente en las naves. Se la considera protectora contra los daños del temporal, los rayos y las centellas; de ello se deriva el modismo "acordarse de Santa Bárbara cuando truena" que se usa en diversas ocasiones, tanto para aludir a quienes solo piensan en la solución de un problema cuando este se hace muy evidente, como para referirse a las personas que solo piensan en los demás cuando necesitan su ayuda. Según el diccionario de la Real Academia, el modismo "quemar" o "volar la santabárbara" significa "tomar una decisión extrema sin reparar en los daños que puedan causar los medios empleados".

## Reliquias
Sus reliquias fueron trasladadas a Venecia en tiempos del dogo Pedro II Orseolo (991-1009), por María Argyropoula, una princesa bizantina posiblemente hermana de Romano III, que se había casado con Juan, el hijo del dogo.
Las reliquias de la santa quedaron después en manos de la Iglesia griega y en 1108 una princesa griega de nombre Bárbara Komnena, que se casó con el príncipe de Kiev, Sviatopolk Iziaslavovich, llevó consigo las reliquias, que fueron depositadas en el Monasterio de San Miguel de las Cúpulas Doradas en Kiev.
En la época de las guerras napoleónicas, las sagradas reliquias fueron llevadas al templo de San Martín de la isla de Burano, donde se siguen custodiando hasta hoy. Los restos están en una capilla dedicada exclusivamente a Santa Bárbara. Una parte de las reliquias de esta mártir, que se hallaban en la iglesia de San Marcos de Venecia, fueron llevadas al santuario de Santa Bárbara perteneciente a la diaconía apostólica y ubicado en el municipio del Ática, del mismo nombre, por el arzobispo de Atenas y toda Grecia, Christódoulos.
En la iglesia de San Juan del Hospital, Valencia, se halla la columna donde fue martirizada, en una capilla bajo la advocación de la santa. Esta reliquia fue traída a la ciudad de Valencia por la emperatriz Constanza Augusta de Grecia.
En la iglesia de San Jaime de Moncada (Valencia), se encuentra una falange de un dedo de la Santa traída desde Roma a Moncada.
El medallón que tenía durante el martirio se había perdido; dicha reliquia fue encontrada en la penúltima década del siglo XVIII (1780-1790), en el mes de octubre, en una pequeña parroquia llamada Riochico de Portoviejo, en la provincia de Manabí, Ecuador. Según historiadores, estaba enterrado entre matorrales donde actualmente se levanta el templo parroquial, que lleva su nombre. La leyenda dice que el templo se iba a construir en otro sitio pero que el medallón volvió a aparecer misteriosamente donde había sido encontrado. Desapareció por primera vez de la vitrina del templo, a causa de un robo, pero apareció nuevamente un tiempo después y, la segunda vez, después de que dicha parroquia mandara esculpir una imagen de la santa, de manera que fue colocado en ella. Ahora se desconoce su paradero. Algunos piensan que alguien lo robó y que aún se encuentra en la parroquia; pero la leyenda apunta que por voluntad divina aparece y reaparece en otro lugar desconocido para así propagar la fe de santa Bárbara.

## Simbología e iconografía
Se la suele representar joven, bien con la palma del martirio, bien con plumas de pavo real, pues este animal es símbolo de la resurrección o la inmortalidad, y aparece ya en la más antigua representación conocida, que data del siglo VIII (Santa María la Antigua, de Roma).
También suele aparecer con su atributo, una torre con tres ventanas, unas veces encerrada en la misma y en otras la torre aparece a su lado o en miniatura sobre una de sus manos. El significado de esta torre con tres ventanas es el refugio de la fe en la Santísima Trinidad. Y suele llevar corona, que admite variaciones: en algunas es la de una princesa y en otras es una corona completa formada de varias torres.
La imagen de santa Bárbara también aparece a veces asociada:
- Con la espada con la cual fue decapitada, lo que ha contribuido a que sea asociada con la guerra, pero dicha espada representa un símbolo de fe inquebrantable.
- Con un cáliz, que significa su conversión al catolicismo.
- El rayo que cayó en su martirio ha hecho que sea relacionada con los explosivos y así es patrona del arma de artillería, cuyo escudo son cañones cruzados, y la torre es la heráldica de los ingenieros y zapadores. El depósito de explosivos en los buques recibe el nombre de santabárbara.
- Con una rama de palma entre las manos, representando el martirio.
- Con un manto rojo, cáliz de la sangre de Cristo.
- Junto a bloques de piedra por su patronazgo de la cantería.

Su patronato fue introducido en España, al parecer, por Juan de Terramonda, natural de Lille, que llegó a España como asentador de Felipe I el Hermoso.

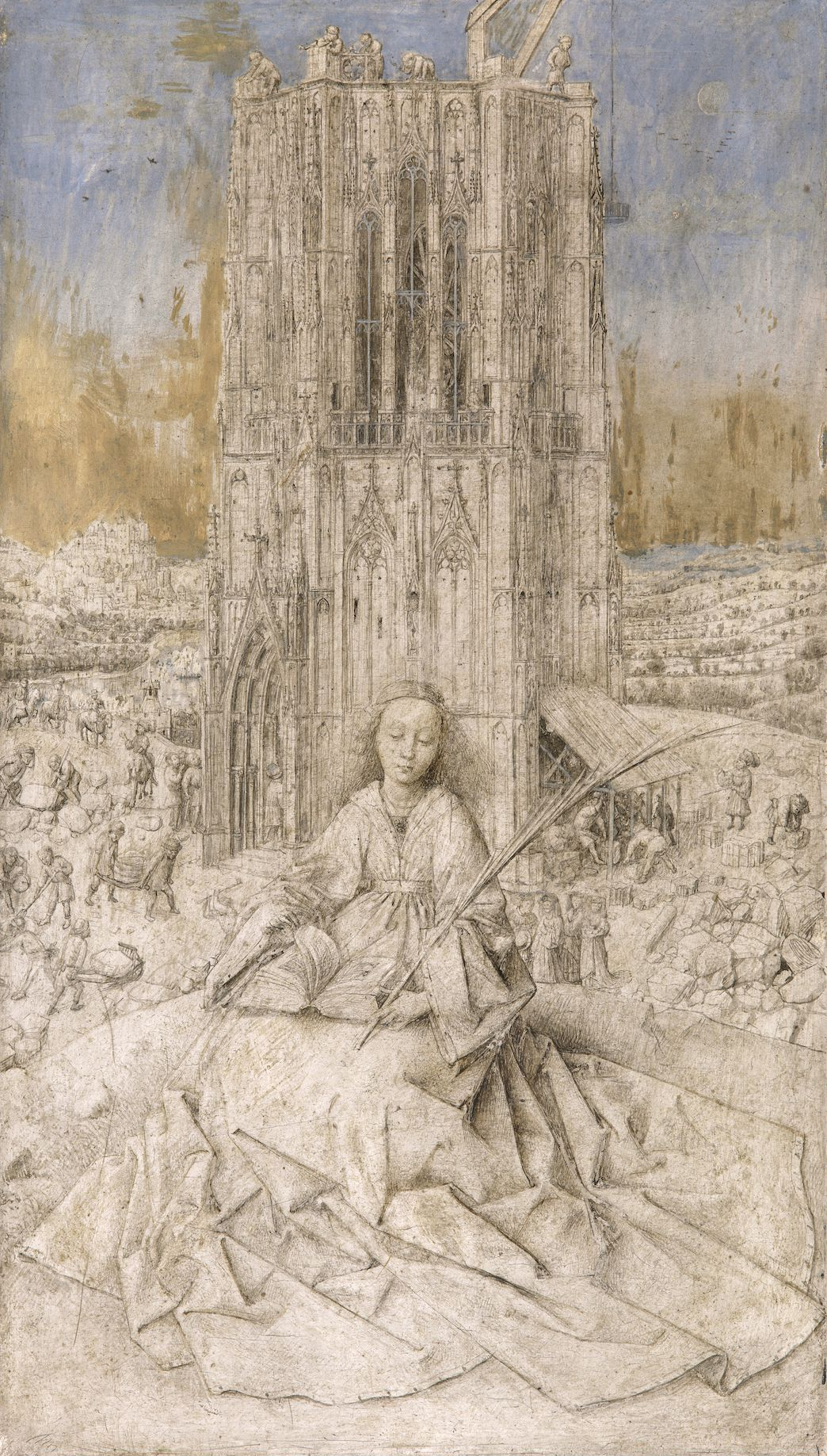
Jan van Eyck: Santa Bárbara, 1437.
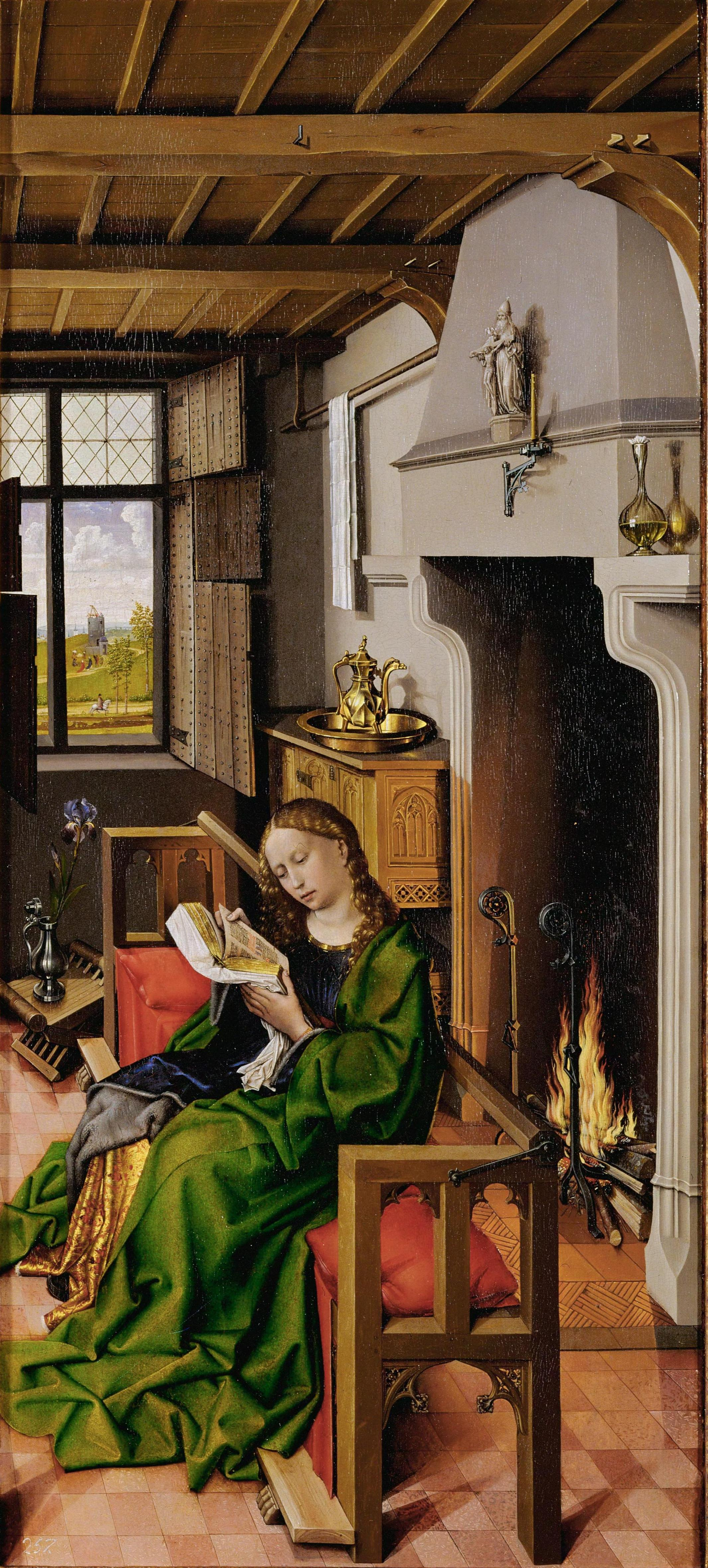
Robert Campin: Santa Bárbara, 1438.
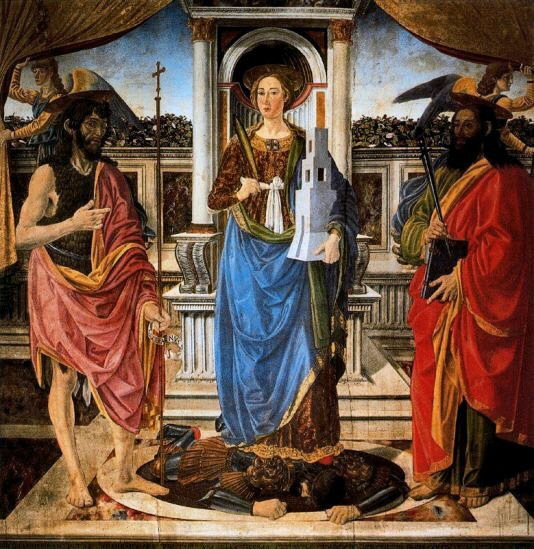
Cosimo Rosselli: Santa Bárbara, san Juan Bautista y san Pablo, 1468.
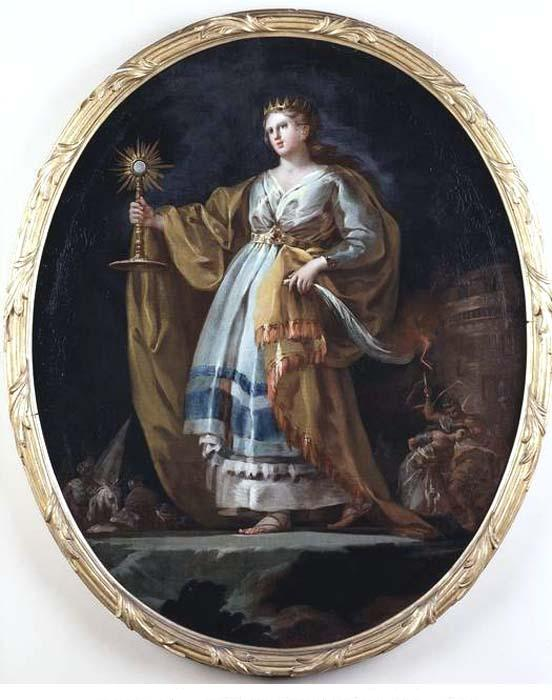
Francisco de Goya: Santa Bárbara, 1773.
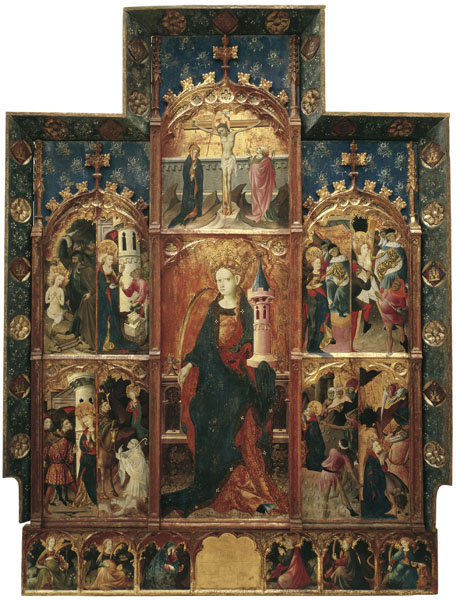
Gonçal Peris: Retablo de Santa Bárbara, 1410-1425.

En los bajos del edificio de la Comandancia de Artillería, frente al Palacio Consistorial de Cartagena y junto al Museo del Teatro Romano, enclave íntimamente relacionado con la historia de la trimilenaria ciudad y el propio Arma de Artillería, se lleva a cabo la muestra «Santa Bárbara — Exposición Imágenes: 500 años con sus artilleros» durante el mes de noviembre de 2022, exposición que recoge imágenes existentes en Cartagena, en diferentes dependencias, acuartelamientos y baterías, así como en La Unión y Portmán, localidades próximas a Cartagena y relacionadas, a su vez, con Santa Bárbara como patrona de los mineros.
Esta exposición, promovida y comisariada por el Regimiento de Artillería Antiaérea n.º 73 (RAAA-73), con sede en Tentegorra, Cartagena, conmemora los cinco siglos del denominado "recibo de la pólvora", documento fechado en el castillo de Burgos el 4 de diciembre de 1522, y que acredita que Santa Bárbara lleva quinientos años con sus artilleros, constatando la vinculación de los artilleros españoles con su patrona, fiesta que se celebra cada 4 de diciembre.

## Patronazgo
Es la patrona de las profesiones que manejan explosivos, debido a la leyenda del rayo y, especialmente, de los militares que pertenecen al arma de artillería en la mayoría de los ejércitos, incluso en algunos países árabes. En las cuencas mineras asturianas y leonesas le dedican un himno llamado Santa Bárbara bendita, por ser patrona de los mineros. También es la patrona de los electricistas, feriantes y fundidores. Es clásico su patronazgo de los canteros; por ello en alguna iconografía aparece su figura junto a bloques de piedra.
Hace muchos siglos, la Iglesia Católica nombró a Santa Bárbara Santa protectora contra rayos y tormentas. Como tal se le rendía un culto especial, con rituales que adquirían modalidades particulares en cada nación, en cada región e incluso en cada lugar. Esta era la invocación más generalizada en Cantabria, aunque había otras tan originales como la que sigue, plegaria con la que expresamente se solicitaba la ausencia de granizo, para proteger la cosecha de maíz:
“Ay, gloriosa Santa Bárbara,
ten compasión de nosotros:
danos agua sin la piedra,
que acaba con los panojos”.
En aquella zona pirenaica, en cuanto había indicios de tormenta, se salmodiaban continuadamente frases y oraciones cortas dirigidas a la Santa: “¡Ay, Santa Bárbara, que truena!” o “Santa Bárbara bendita, que trae el sol y el trueno quita”, al tiempo que se buscaban los amuletos para “esconjurar” la tormenta, poniendo en las ventanas cuchillos y hoces con el filo hacia el cielo, tijeras con la punta hacia arriba, y se echaban puñados de sal en el fuego. El laurel, romero y otros ramos de árbol, bendecidos en el Domingo de Ramos, también se consideraban amuletos contra la tormenta. En otros lugares se hacía una cruz con sal en el dintel de la puerta. La cruz se va haciendo mientras se repite por tres veces la oración: "Santa Bárbara bendita que en el cielo estás escrita con papel y agua bendita".
Ermita de Santa Bárbara en Soria: Patrona de la Hermandad de Labradores. Se le pide que llueva pero que no se exceda  en las tormentas. Procesiona cuando hay sequía.
Oración:
"Santa Bárbara bendita
Que trae el sol y el trueno quita,
Santa Bárbara bendita
Que en el cielo estás escrita
Con papel y agua bendita.
Pater noster, amén, Jesús".
Como Santa Patrona de los mineros, su imagen está expuesta en una galería de la mina "Esperanza", en plena sierra de Atapuerca (en Olmos de Atapuerca, Burgos), donde se le rinde culto por parte de los antiguos mineros. En la actualidad esta mina ya no se explota y se puede visitar un pequeño museo instalado en ella.
El Arma de Artillería de las Fuerzas Armadas Españolas cuenta también con su patronazgo. Además dentro del Ejército de Tierra y hasta el nombramiento de San Juan Bosco en el año 2000 como Patrón del Cuerpo de Especialistas, las antiguas especialidades de Electrónica de Armamento y Material (EAM), así como los especialistas Mecánicos Montadores de Armas (MMA) o los especialistas en Electricidad Montadores Instaladores (EMI), celebraban como su Patrona a Santa Bárbara.

### Patronazgos atribuidosː
- En Popayán, departamento del Cauca, es una de las patronas de la Ermita de Jesús Nazareno, datado de 1617 es el templo más antiguo del centro histórico de la ciudad.
- Patrona de Arauca, Departamento de Arauca (Colombia), cuyo nombre oficial es Villa de Santa Bárbara de Arauca (no utilizado actualmente). En su honor se celebran del 4 al 8 de diciembre las fiestas patronales de Santa Bárbara de Arauca. También recibe el nombre de Santa Bárbara la catedral principal de ese municipio.

- Maguarichi, Chihuahua, México, templo de Santa Bárbara de Maguarichi.
- Santa Rosalía, Municipio de Mulegé, Baja California Sur, México, Templo de Santa Bárbara.
- Ermita de Santa Bárbara, barrio de Santa Bárbara en Soria (España).
- Patrona del municipio Santa Bárbara, Provincia de Samaná en la República Dominicana, es su honor se selebran las fiestas patronales del municipio entre el 25 de noviembre y 4 de diciembre.
- Mina Esperanza en Olmos de Atapuerca (Burgos).
- Zagra (Granada).
- Faura, provincia de Valencia (España).
- Patrona de Archivel, pedanía de Caravaca de la Cruz , en la Región de Murcia, España
- Sevilla la Nueva (Madrid).
- Castro - Grandas de Salime (Asturias).
- Panamá, Distrito de Las Minas, provincia de Herrera. Se celebra el 4 de diciembre.
- Ábrego, Norte de Santander (Colombia).
- Casinos (Valencia).
- Chulilla (Valencia).
- Catadau (Valencia).
- Villafranca de Bonany (Mallorca).
- Patrona de Aldeatejada, provincia de Salamanca (España).
- Maleján (Zaragoza).
- Las Menas de Serón, provincia de Almería (España).
- Tharsis, provincia de Huelva (España).
- La Zarza-Perrunal, provincia de Huelva (España).
- Santa Bárbara de Casa, provincia de Huelva (España).
- Baza (Granada), provincia de Granada (España).
- Peñarroya-Pueblonuevo, provincia de Córdoba (España).
- Ermita de Santa Bárbara en Alberic, Valencia, España.
- Ermita de Santa Bárbara en Ezcaray, La Rioja, España.
- Ermita de Santa Bárbara en Blanes, Cataluña, España.
- Moncada (Valencia), provincia de Valencia (España).
- Santa Bárbara, Santa Cruz, Provincia de Guanacaste, Costa Rica.
- Santa Bárbara, cantón de la provincia de Heredia, Costa Rica.
- Monzón (Huesca).
- Patrona de Santa Bárbara de Tapirin (Monagas, Venezuela).
- Cerro del Hierro, Sevilla (España).
- Villanueva del Río y Minas, Sevilla.
- Sensuntepeque, Departamento de Cabañas (El Salvador).
- Figueruelas (Zaragoza).
- Ermita de Santa Bárbara, <propiedad privada>, (Utrillas).
- Pozo de Santa Bárbara, Minas y Ferrocarriles de Utrillas, S.A., actualmente, Parque Temático de la Minería y el Ferrocarril, (Utrillas).
- Guijo de Santa Bárbara, provincia de Cáceres (España).
- Patrona de Beriain. Ermita de Santa Bárbara(Potasas de Navarra).
- Santa Rosalía, Baja California Sur (México).
- Distrito de Poroy, Cuzco, departamento del Cuzco (Perú).
- Distrito de Caspisapa, Picota, Región San Martín (Perú).
- Parroquia Santa Bárbara, (Riochico), Manabí (Ecuador). Se celebra el 18 de octubre de cada año por el encuentro de su medallón en fechas cercanas.
- También se la venera en el cementerio de Serradilla, donde los vecinos son muy devotos, pidiéndola por las lluvias.
- Patrona de Santa Bárbara del Zulia (Venezuela).
- Patrona del pueblo de Tárbena (c. valenciana)
- Santa Barbara de la Yegüera, Rubio, Estado Tachira, (Venezuela).
- Patrona del distrito de las minas, provincia de Herrera (Panamá).
- Poveda (provincia de Ávila).
- Alquife Granada. Copatrona del Municipio, donde se queman explosivos en su honor y procesiona por las Minas de Hierro.
- Fiesta de interés turístico regional en Barruelo de Santullán (Palencia) España y Vallejo de Orbó (Palencia) (España) Al haber sido pueblos mineros desde el último cuarto del siglo XIX hasta el tercer cuarto del siglo XX. Cabe destacar la procesión de las antorchas en la noche del día 3 de diciembre, víspera de la fiesta.

- Patrona de los mineros.        Argentina

(Catamarca- belen;antofagasta;andalgala;otras regiones)

## Santa Bárbara en Oriente Próximo
Aaid al Barbara o fiesta de Santa Bárbara se celebra anualmente el 4 de diciembre en Siria, Líbano, Jordania y Palestina entre los árabes cristianos, en honor de esta santa cristiana y mártir. Los niños van pidiendo dulces mientras cantan una canción especial dedicada a Eid il-Burbara o Aaid al Barbara. Además, en el exterior de las casas se suelen colocar decoraciones similares a las de halloween, como linternas y farolillos encendidos.
El alimento tradicional para la ocasión es Burbara (un plato a base de granos de trigo hervidos, semillas de granada, uvas pasas, anís y azúcar), que se ofrece a los niños disfrazados que van de casa en casa. En Líbano, también se prepara una masa que se rellena con nueces o queso. En esta fecha las panaderías tienen una gran afluencia de clientes para comprar los alimentos tradicionales.
La creencia general entre los cristianos libaneses y sirios es que Santa Bárbara se disfrazó de numerosos personajes para eludir a los romanos, que eran sus perseguidores, y de esto nace la idea de disfrazarse como ella e ir visitando las casas.
Una práctica común en Líbano en la fiesta de al Barbara procede de su fuente en la leyenda oral. Mientras Santa Bárbara huía perseguida, al parecer corrió a través de un campo de trigo recién sembrado, que creció al instante detrás de ella para cubrir, como por arte de magia, las huellas dejadas. Actualmente este milagro se recrea simbólicamente sembrando semillas de trigo (o garbanzos, granos de cebada, habas, lentejas, etc.) en un algodón en la festividad de Santa Bárbara. Las semillas germinan y crecen hasta cerca de 15 centímetros a tiempo para Navidad, de manera que se usan los brotes para adornar el pesebre, que generalmente se coloca debajo del árbol de Navidad.

## Onomástica y culto público
Se celebra el 4 de diciembre, conocido como “día de Santa Bárbara y del artillero”.
En tal fecha, en determnados países, como México, los artilleros la invocan con la marcha de guerra Las Margaritas.[cita requerida]

## Fiesta de Santa Bárbara en Italia
La fiesta de Santa Bárbara es la principal fiesta religiosa de Paternò, en la provincia de Catania, dedicada a Santa Bárbara, la patrona de la ciudad, originaria de Nicomedia, en Bitinia (actual İzmit en Turquía) y martirizada según la tradición en 306 por padre Dioscuro.
El evento se lleva a cabo anualmente los días 3, 4, 5 y 11 de diciembre, 27 de mayo y 27 de julio. El 4 de diciembre representa la fecha del martirio de la santa, el 27 de mayo es la fiesta del patronato de Santa Bárbara durante la cual se recuerda el milagro del cese de la erupción del Etna en 1780, mientras que el 27 de julio es la fiesta de la llegada de las reliquias que fueron traídas a Paternò en 1576. La fiesta de Santa Bárbara es una de las fiestas católicas más bellas de Italia.

## Sincretismo en la santería
En el sincretismo de la religión afrocubana de origen Yoruba conocida como la santería, Santa Bárbara se asocia con el orisha Shangó, divinidad de a justicia, de los rayos, del trueno, del fuego y la danza. Asimismo, es dueño de los tambores, el baile y la música.
La fiesta de Santa Bárbara y la festividad de Changó se celebran el 4 de diciembre bajo un mismo festejo, esto debido a la transculturación entre la religión católica y la yoruba que sucedió en la población afrocubana durante la época colonial.

## Oración
Los artilleros, en determinados ejércitos o ámbitos, recitan distintas oraciones, como:
«Gracias Señor, gracias te doy porque me diste la gracia de ser de los primeros. Me diste por tu amor ser lo que soy, me diste la aristocracia de ser solamente un artillero. Bombardas, culebrinas, falconetes, morteros, obuses y cañones. ¡Qué importa si iluminan hasta los cielos enteros con sus bellas explosiones! Sin escudos al amparo mi corazón se embarga de los más bellos sones al oír los disparos, descarga tras descarga, de acerados cañones. Un fuerte, una muralla, parapeto, trinchera, un fortín, un abrigo, todo el aire es batalla y explosión artillera en el campo enemigo. No importa vivo o muerto ser general, teniente, cabo apuntador o artificiero. Sólo importa, muy cierto, el oficio más bravo de ser solamente hijo de Santa Bárbara y artillero».
Otra oración es:
¡Artillero! Postraos de rodillas ante los símbolos patrios porque a ellos tendréis que defender hasta que la muerte os separe.
Santa Bárbara: Todos los triunfos que obtenga la gloriosa artillería serán en homenaje a ti por ser nuestra guía en la guerra!
¡Artillero! Llevad en tu memoria la gran hazaña del general Ricaurte que con gran orgullo os legó su lema: ¡Deber antes que vida!
Santa Bárbara tiene otras muchas oraciones.
«Santa Bárbara, virgen bendita, grandiosa de inmenso poder, Dios te acompañe y tú a mí por el camino del bien. Con tu espada vencedora líbrame del mal, de la injusticia, de la envidia y de los malos ojos. Con el poder del rayo protégeme de mis enemigos, glorifica la boca de fuego de mi cañón y permite que salga victorioso. Con el cáliz de tu copa y el vino mantén la fuerza de mi cuerpo y espíritu para la dura lucha y el combate. A mis manzanas y margaritas recíbelas como ofrenda de que te tengo siempre presente en mi pensamiento y en mi hogar, y te ruego no me abandones nunca y acudas a mí cada vez que te reclame para defender mi fe, mi tierra, mi familia y mis luchas; y que al final me lleves siempre a la gloria como tú. Amén».
Otra oración, de origen acaso andaluz, dice al respecto:
"Santa Bárbara bendita, que en el cielo estás escrita con papel y agua bendita al pie de la Santa Cruz, padre nuestro, amén Jesús".

## Galería

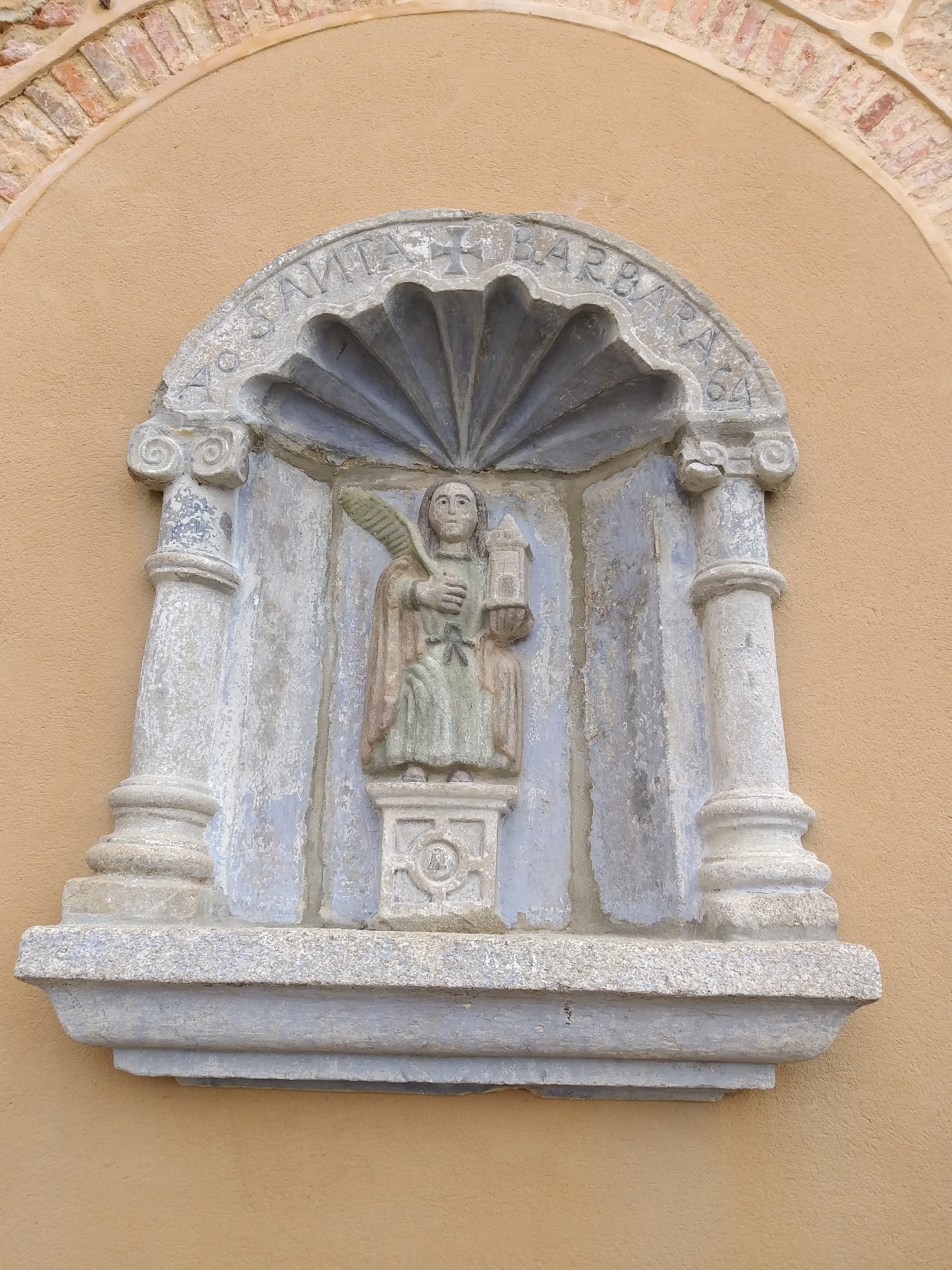
Imagen de santa Bárbara en el Alcázar de Segovia. De finales del siglo XV, es la imagen más antigua que se conserva en España.
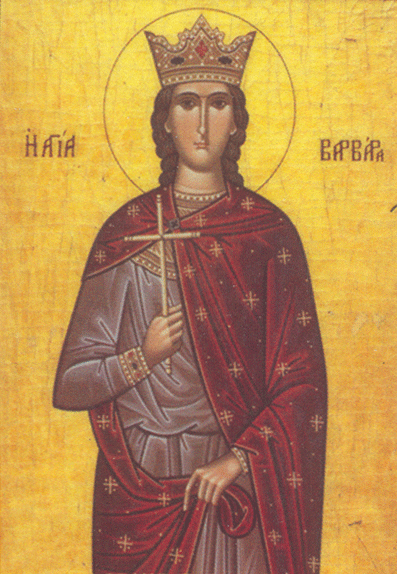
Un icono de la Iglesia ortodoxa.
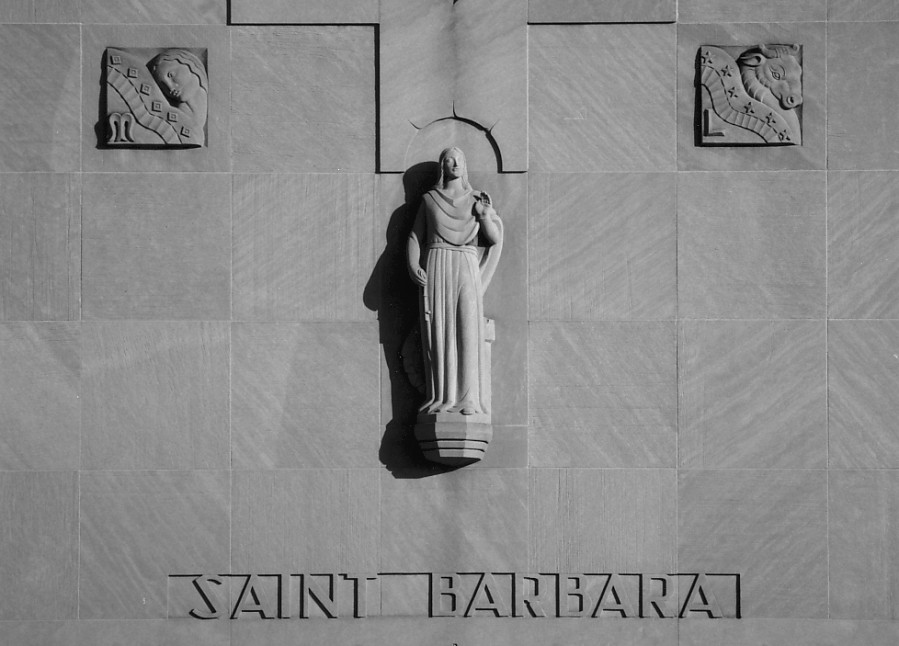
Santa Bárbara por Corrado Parducci.
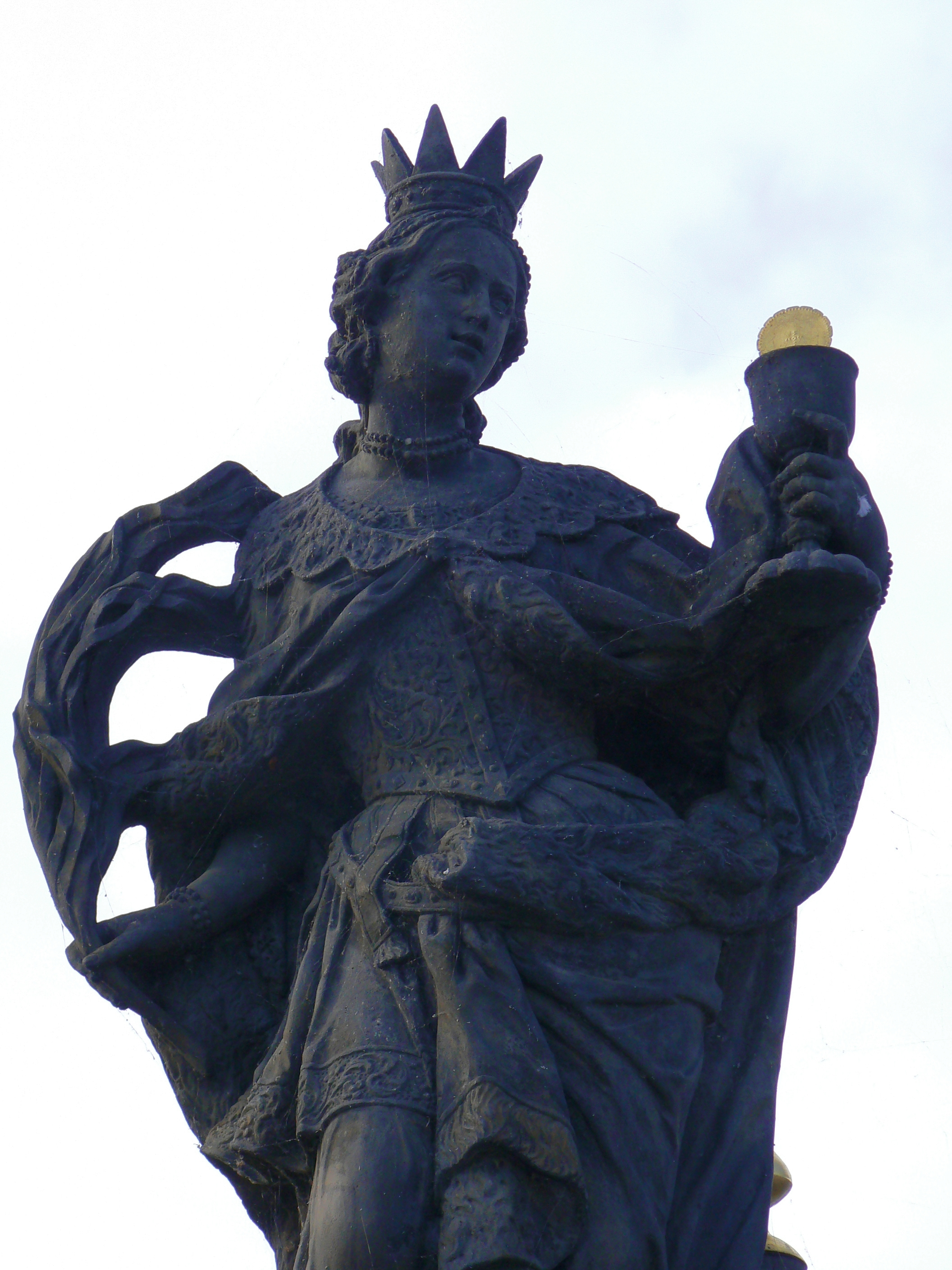
Escultura de Santa Bárbara en el Puente de Carlos, Praga, por Jan y Ferdinand Brokoff, 1707.
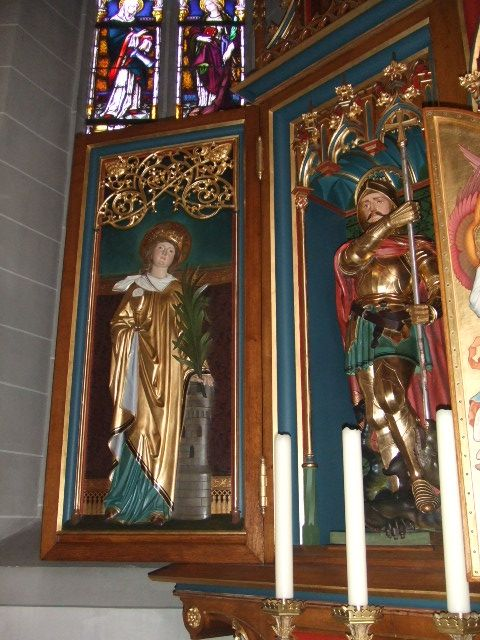
Un altar en la Iglesia Católica de Santa Verena en Roggenbeuren.
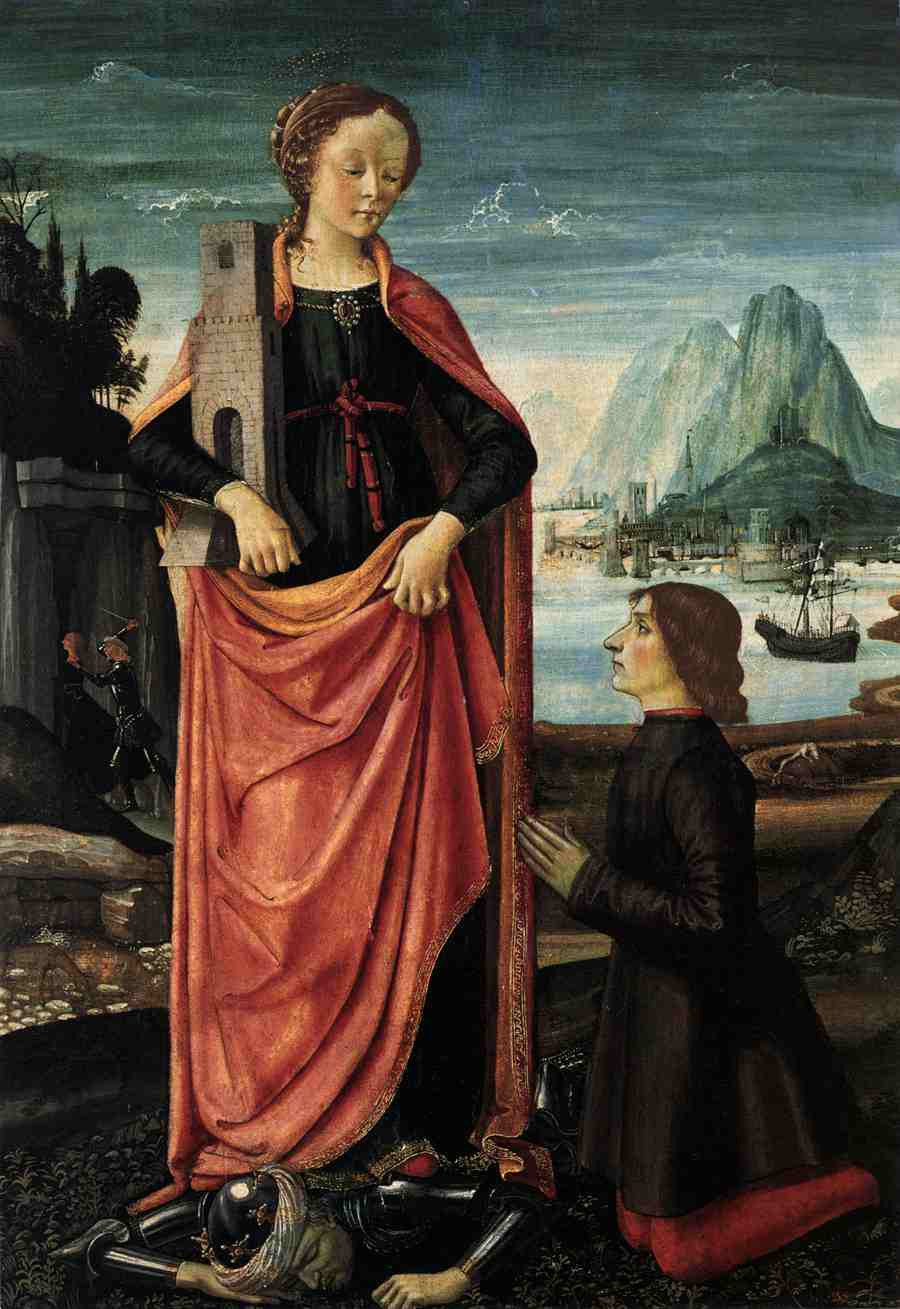
Santa Bárbara aplasta a su padre infiel, con un donante arrodillado, por Domenico Ghirlandaio, ca. 1473.
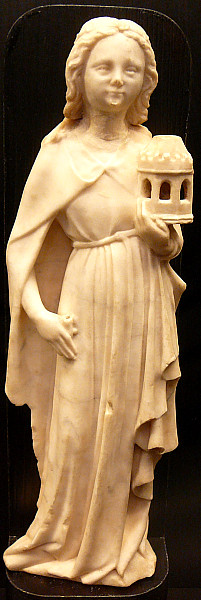
Fourteenth-century sculpture in the Musée National de l'Age Médiévale, Paris.
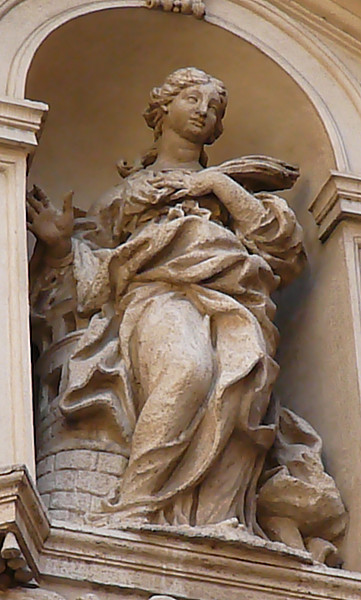
Escultura de Santa Bárbara sobre la entrada a Santa Bárbara dei Librari.
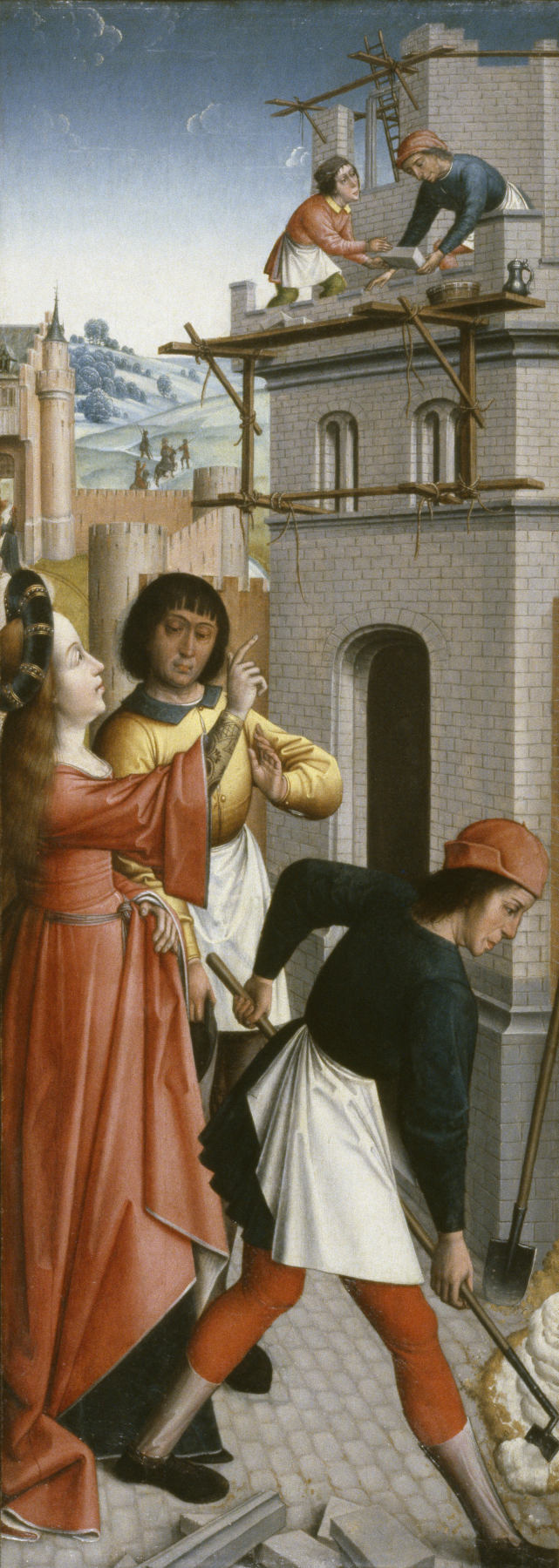
Santa Bárbara dirigiendo la construcción de una tercera ventana en su torre.
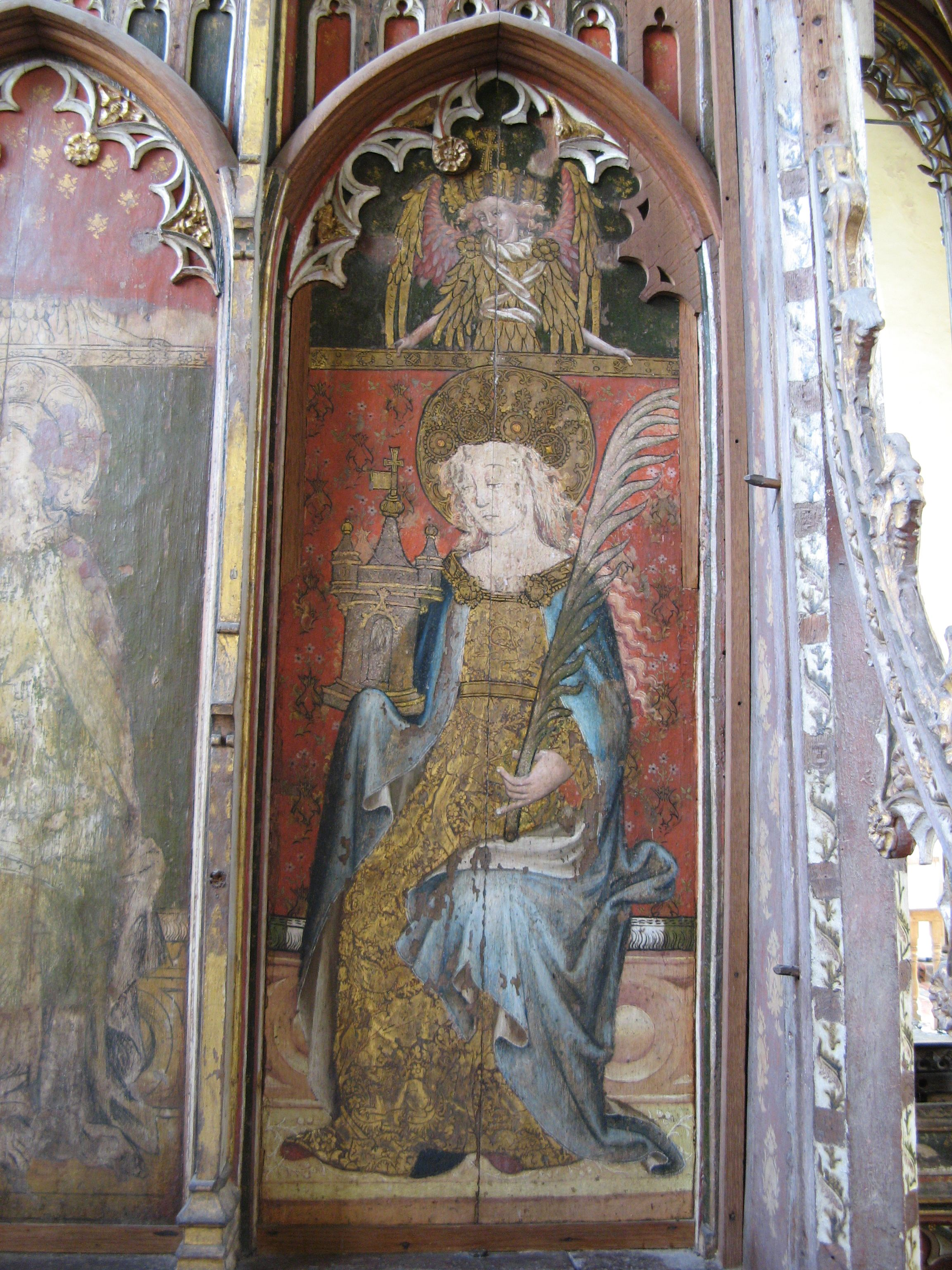
Santa Bárbara, Ranworth Rood Screen, c.1430, Iglesia de Santa Elena, Ranworth, Norfolk, Reino Unido.
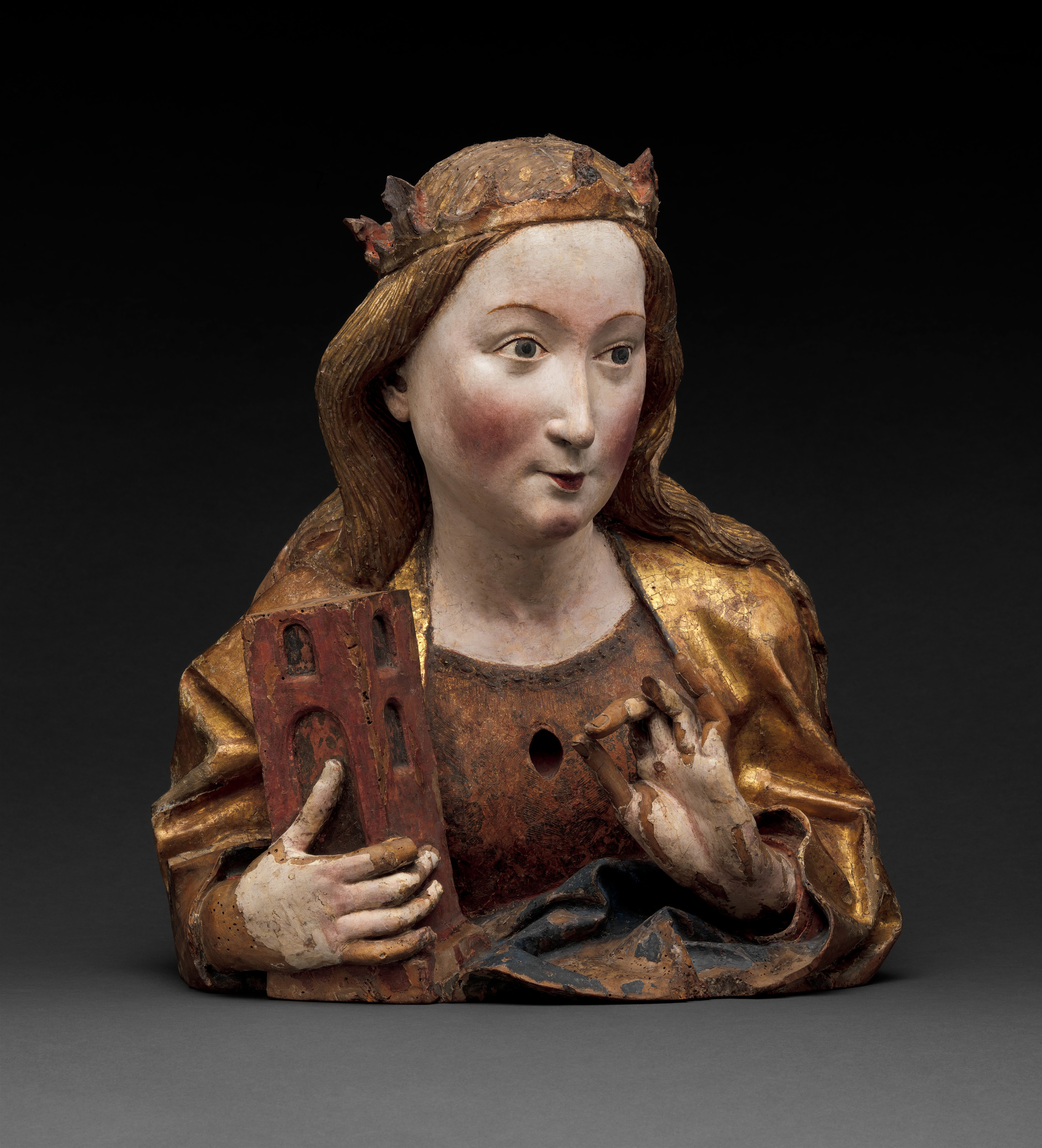
Busto relicario de Santa Bárbara. Estrasburgo, c. 1465.
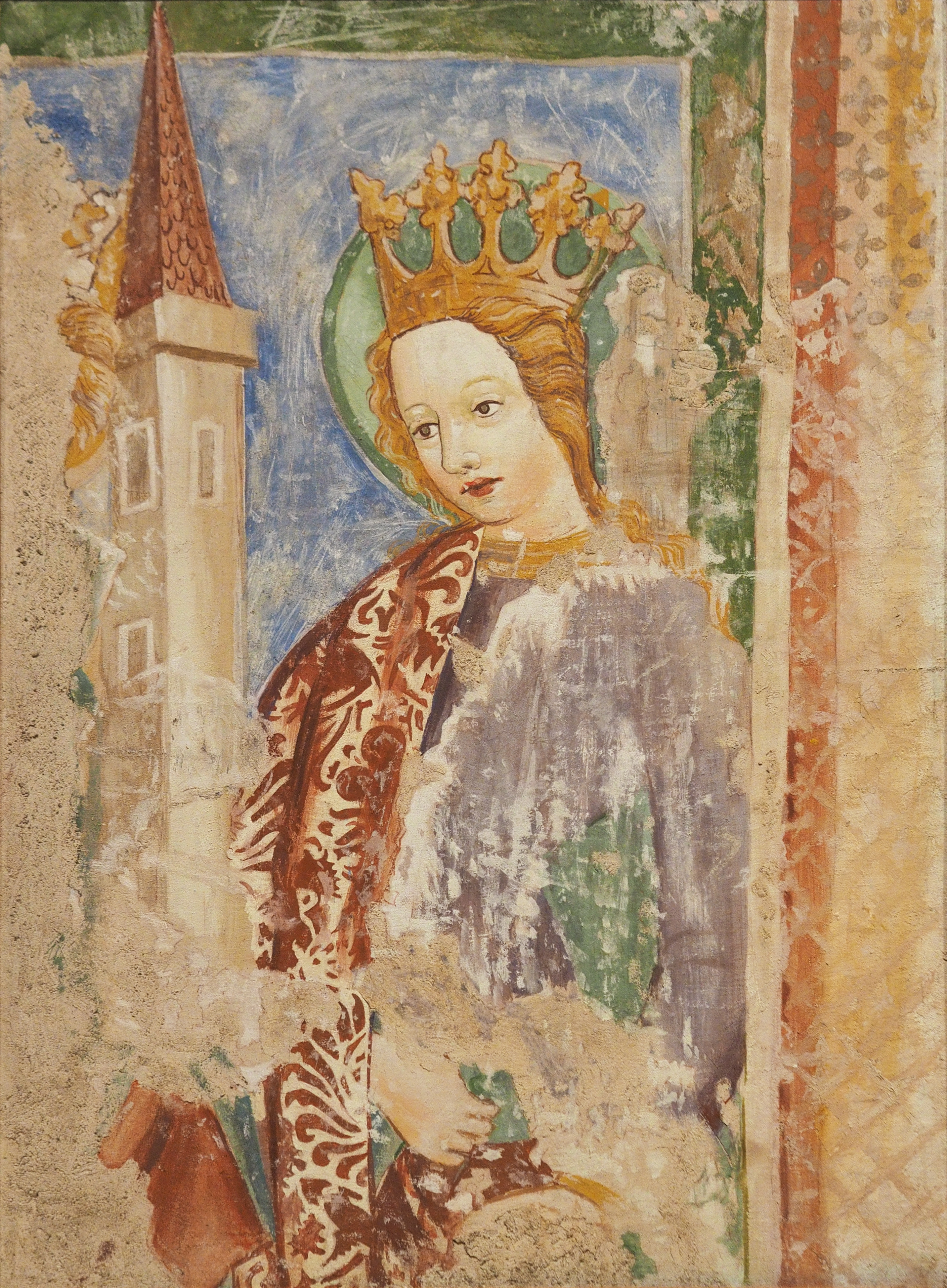
Fresco de 1453.
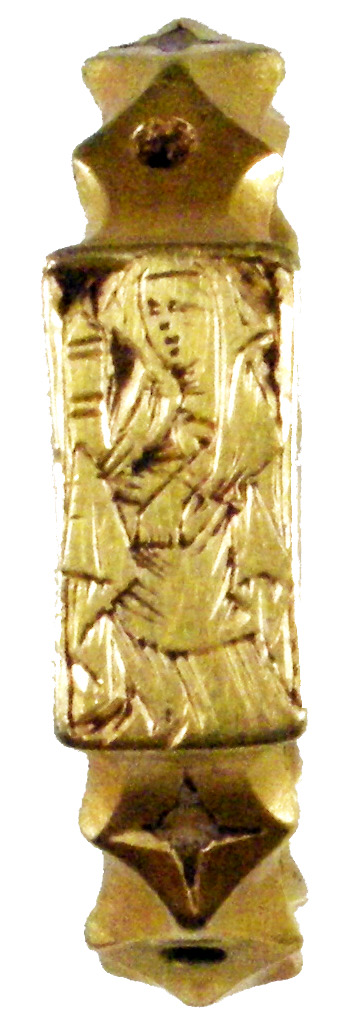
Anillo de dedo iconográfico de oro del período medieval, encontrado en York, Inglaterra en 2010.
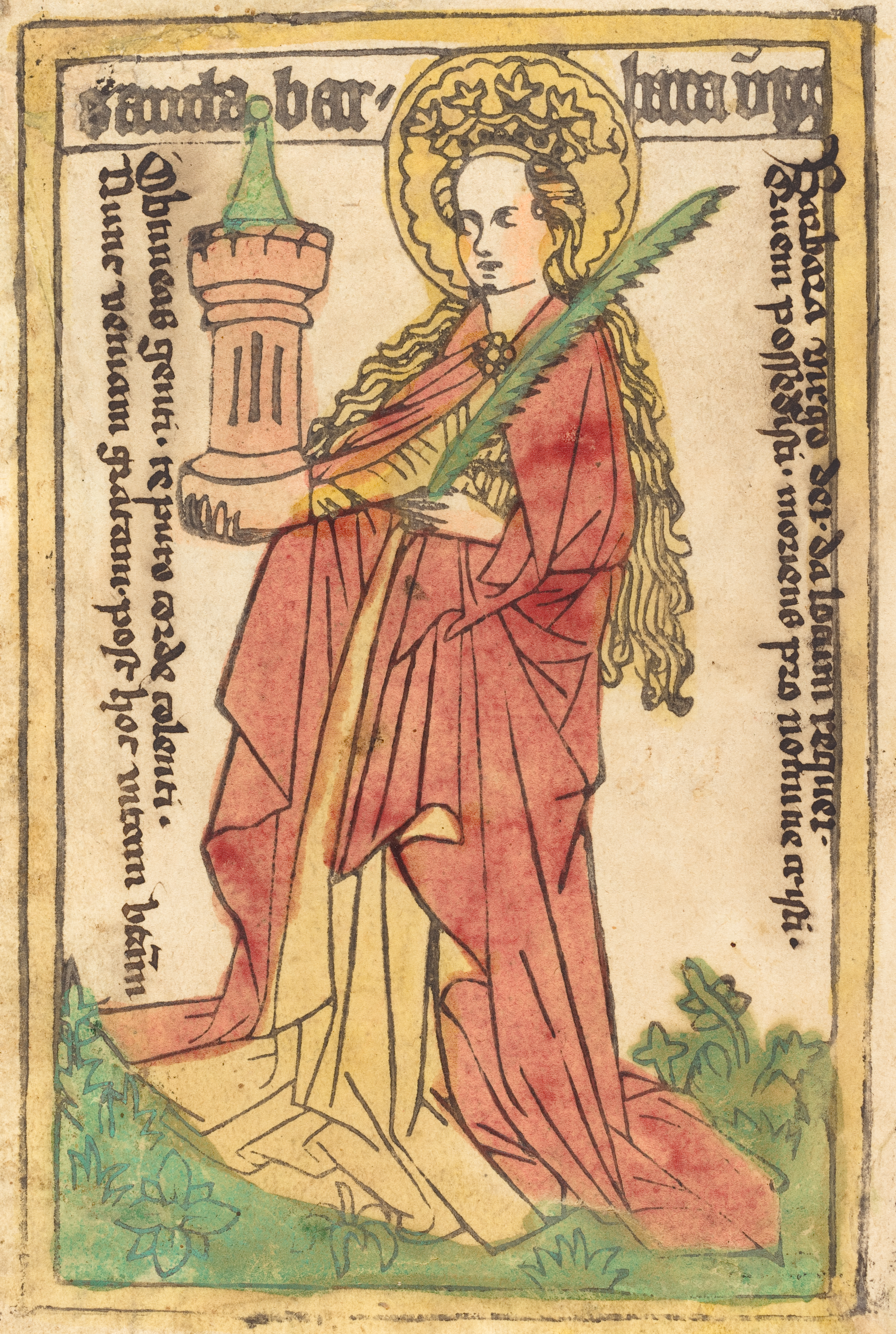
Alemán del siglo XV, Saint Barbara, 1440/1460.